# 井尚美
井 尚美（い なおみ、1984年5月8日 - ）は、日本のグラビアアイドル。熊本県出身。アヴィラに所属していた。

## 略歴・人物
レースクイーン出身であるが、近年は雑誌グラビアやイメージビデオで、元レースクイーンならではの優れたプロポーションで人気を博す。
趣味は絵を書くこと、映画、ショッピング。特技は早起き、ちょっとしたものまね、料理（和食）。

## テレビ
- 『やりすぎコージー』（テレビ東京） 3代目やりすぎガール
- 『グラビアの美少女』 #354（MONDO21） 2006年3月

## Vシネマ
- 『マイ ゴージャス ボディーガード』（2006年、ZENピクチャーズ）

## 写真集
- もっとii?（2007年4月6日、竹書房、撮影：小塚毅之）ISBN 978-4812431160

## ビデオ・DVD
- FRIENDLY SMILE （2005年11月25日、フォーサイド・ドット・コム）
- レースクイーンの女神たち2006 MEMORIAL Ver.2 （2006年10月21日、マジカル）
- 井尚美2006レースクイーンの女神たち（2006年10月21日、マジカル）
- iアイ（2007年4月6日、竹書房）
- Dilemma （2007年5月25日、フォーサイド・ドット・コム）
- アバンギャルズ! （2008年7月25日、竹書房）